# Силиштени (Арђеш)
Силиштени (рум. Silișteni) насеље је у Румунији у округу Арђеш у општини Лунка Корбулуј. Oпштина се налази на надморској висини од 285 m.

## Становништво
Према подацима из 2002. године у насељу је живело 188 становника, од којих су сви румунске националности.